# Foreign Exchange

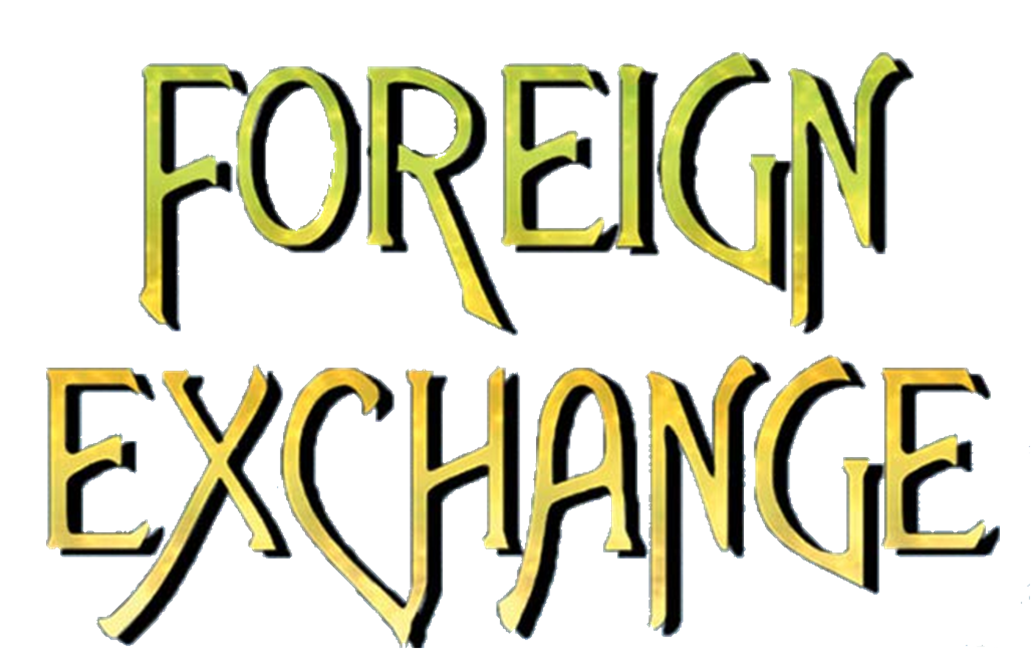

Foreign Exchange (título em Portugal) ou Portal do Intercâmbio (título no Brasil) é uma série de televisão australiana criada por John Rapsey e exibida na Nine Network entre 5 de novembro e 27 de dezembro de 2004. Estrelada por Lynn Styles e Zachary Garred, a série foi exibida no Brasil pelo canal Boomerang e pela TV Cultura. Atualmente está disponível no Youtube para reprodução.

## Enredo
Um garoto australiano chamado Brett Miller se muda com sua família para uma nova casa. No entanto, ao chegar lá, percebe que não há quartos suficientes para todos. Então, ao ir para o porão do seu novo lar, encontra uma pedra que, ao virá-la, acaba abrindo um portal para o Colégio O'Keeffe, em Galway, na Irlanda. Lá, conhece uma garota chamada Hannah O'Flaherty e conta o que aconteceu. Assim, os dois se tornam amigos e começam a usar o portal para conhecerem o país um do outro. No final, Brett acaba ficando com o porão como quarto.

## Elenco
- Zachary Garred como Brett Miller, um jovem surfista australiano que encontra um portal que o leva a Irlanda.
- Lynn Styles como Hannah O'Flaherty, uma irlandesa que estuda e mora no Colégio O'Keeffe.
- Robert Sheehan como Cormac McNamara, um dos alunos mais inteligentes do Colégio O'Keeffe.
- Danielle Fox-Clarke como Tara Keegan, uma colega de quarto de Hannah.
- Dan Colley como Martin Staunton, um garoto muito rico, filho do vice-diretor e conselheiro do colégio. É namorado de Tara.
- Chelsea Jones como Meredith Miller Payne, uma garota honesta e inteligente, bastante amiga de  Brett e Hannah.
- Joel Turner como Wayne Payne, o irmão de Brett e Meredith.
- Kirsty Hillhouse como Jackie Miller-Payne, a mãe do Brett e  madrasta de Meredith e Wayne. Ela é uma grande cozinheira e trabalha no restaurante da família.
- Gregory McNeill como Craig Payne, o marido de Jackie, pai de Wayne e Meredith e padrasto de Brett.
- Peter Dineen como Seamus McCracken, o zelador do colégio e chefe do Brett.
- Barbara Griffin como Eilish Murphy, a diretora do Colégio O'Keeffe. Ela suspeita que Brett e Hannah guardam algum segredo.